# Gadi Zelniker
Gadi Zelniker (Gerusalemme, 12 marzo 1944 – 1º marzo 2016) è stato un calciatore israeliano, centrocampista.

## Carriera

### Nazionale
Ha debuttato in Nazionale nel 1965, giocando 3 partite.